# 唐英年大宅僭建風波
唐英年大宅僭建風波是指2012年2月當時身為香港行政長官選舉參選人的唐英年被揭發其位於九龍塘約道7號之大宅出現大規模僭建一事，事件引來大眾的議論、傳媒連日來的追訪，以及網民惡搞。在事件發生後，香港大學就事件進行了民意調查，結果顯示有51.3%市民認為唐應退選，不贊成他退選的則有37%。此外該事件在香港坊間戲稱為「唐生大地震」、「唐宮僭建」或「唐宮風暴」，暗喻唐英年的宅邸如地下宮殿一般極其奢華。

## 經過

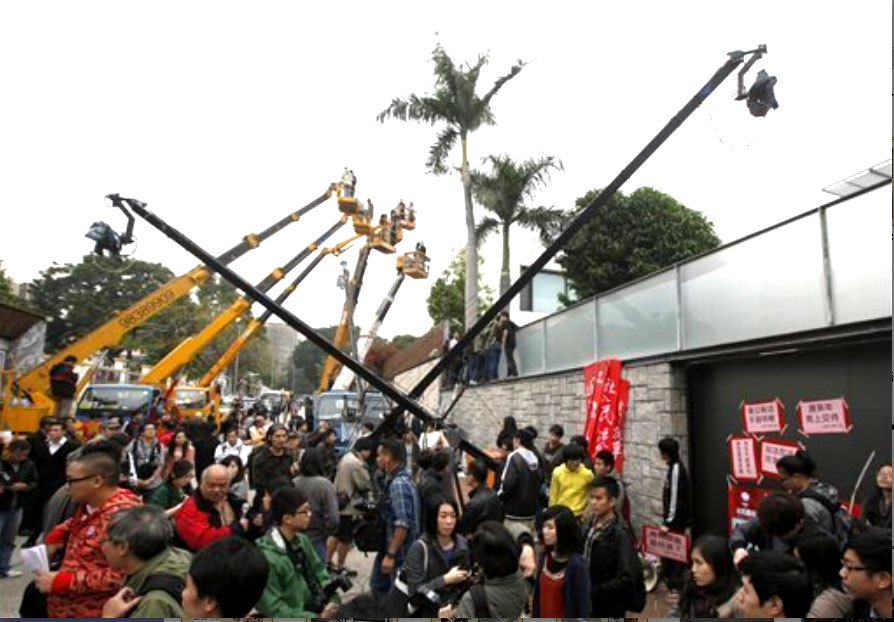
香港傳媒使用吊車拍攝唐英年住宅

2012年2月13日，唐英年被明報揭發位於九龍塘約道5號的大宅涉嫌隱瞞在泳池僭建玻璃洞，7號的大宅亦被揭發僭建地庫；唐英年其後承認事件並公開道歉，否認有任何的隱瞞，但辯稱是工人「挖深了」，地庫只用作擺放雜物；負責項目的建築師何仲怡指當日呈交予屋宇署的圖則內並無地庫，指摘唐英年其後找不法承建商僭建地庫。唐英年其後更在記者會中表示作為一個男人和公務員要有承擔（「做男人就要有膊頭，做公職就要有腰骨」），強調他若犯了錯的話，願意認錯及糾正。
2月14日，屋宇署派出人員到場入屋調查僭建物但被拒絕。立法會議員李永達批評唐英年連日內的說法自相矛盾，已令其誠信破產；學者蔡子強認為唐英年的解釋是企圖模糊公眾視線，難以服眾；事後，有電台聽眾質疑唐英年誠信有問題，呼籲他退出參選行政長官。
2月15日下午出版之爽報晚報以頭版報導，稱取得一份約道7號地庫嚴重僭建之圖則草圖，指僭建地庫面積逾2,400平方呎（220平方米），比大宅面積更大，更擁有酒窖、品酒室、多用途影院、日式浴堂等設施。
2月16日多間報章頭版繼續跟進此次風波，更出動多部吊臂車從高空拍攝唐宅內情況。下午屋宇署人員進入約道5號及7號視察，晚上唐英年及其太太郭妤淺召開記者招待會，承認由其妻名下之約道7號內擁有僭建地庫，並指違規地庫是2007年取得入伙紙後動工，是太太郭妤淺的主意，但自己會一力承擔所有後果。及後他多次以「違規就是違規」為由而拒絕回應記者提問有關僭建地庫之大小及是否如報道所指擁有酒窖及日式澡堂等設施。唐並表示會繼續以政綱爭取市民及選委支持及希望市民給予他重新出發機會，並不會退選2012年香港特區行政長官選舉。及後，屋宇署測量師確定7號的地庫是屬於違規建築，而該地庫長19米、闊11米及高3.5米，超過2,200平方呎（200平方米）。
同日，香港網民就該事件創造了一系列惡搞圖片及電影海報二次創作以嘲諷唐英年，并將該事件稱為「唐生大地震」，不足48小時間吸引了網民製作過百張作品。

## 各界反應
- 唐英年妻子郭妤淺在回應事件時承認大宅的僭建物是她的主意，唐英年與事件並沒有關係，又指其夫為好人，她會一心一意支持他。[22]
- 唐英年競選辦的高級顧問及前香港金融管理局總裁任志剛指唐英年處理僭建的確有令人遺憾之處，但他仍然覺得唐英年有優點，他會繼續支持唐英年參選。[23]
- 經濟動力立法會議員林健鋒回應事件，指唐英年雖然於僭建事件上犯錯，但他已清楚交代事件並願意一力承擔責任，因此會繼續支持他，不會收回已交給唐的選委提名。[23]
- 立法會議員黃宜弘說，感受到唐英年夫婦會見傳媒時表現誠懇，會繼續支持及提名給唐英年。[23]
- 香港著名女子組合Twins成員蔡卓妍回應事件，認為誠信很重要，唐英年應該就事件好好向香港人交代。[24]
- 立法會金融服務界議員詹培忠就事件表示，如果僭建地方不只用作擺放雜物，唐英年就必須清楚向公眾交待事件。他又說與唐英年共事多年，相信他做事方式及為人。[25]
- 自由黨主席及立法會議員劉健儀表示誠信對政治人物十分重要，並指不能接受唐英年就僭建大宅作出的解釋，她又指自由黨亦可能因僭建風波而改變投票取向。[26][27]榮譽主席田北俊批評唐英年處理大宅僭建風波的手法不理想，令人質疑他的誠信。[28]
- 民主黨立法會議員李永達批評唐英年連日內的說法自相矛盾，已令其誠信破產。[3][29]
- 新民黨主席葉劉淑儀亦要求唐英年就事件詳細交代，並開放大宅查驗。[29]
- 民建聯葉國謙促請唐英年盡快交代事件。他說民建聯對候選人誠信有一定期望，投票時會全面考慮各種因素。[29]
- 工黨主席李卓人表示，不排除在立法會提出緊急質詢。[29]
- 《南華早報》2月17日聲稱唐別無選擇，必須退出。它說：「一個疏忽不是致命的，但是，企圖掩蓋自己的錯誤，是政治自殺。他沒有講真話。回答一個簡單的問題，他玩文字遊戲，並一再拒絕面對的關鍵問題而淡化爭議，但他的言論已沒有說服力；他的解釋，只是提出更多的問題。」[30]

## 影響
僭建風波令本身民望已經極低的唐英年再受嚴重打擊，社會各界均指責唐英年一方面說做男人及公務員要有承擔，卻在此事上牽連妻子，是「賣妻求榮」的表現。演藝界很多女士，如黎淑賢直指唐英年每次遇到問題都以感情缺失做藉口，連家庭問題都處理不好，根本沒資格參選特首；袁詠儀更直指其妻子郭妤淺比他更能承擔，更有資格參選特首。加上其後他被揭發有多名私生子女的醜聞，間接讓他於3月25日的特首候選人投票大會中慘敗給對手梁振英。

## 後續
- 當年被指僭建的九龍塘約道唐英年的兩座大宅已還原及重新裝修，其建築設計在2017年10月更獲香港建築師學會選為「評審特別獎─會長獎狀」。[31]

## 外部連結
- 唐英年大宅地基工程（页面存档备份，存于）